# Notenbüchlein für Anna Magdalena Bach
Die Notenbüchlein für Anna Magdalena Bach sind zwei Notenhefte von 1722 und 1725, die Johann Sebastian Bach und seine Frau Anna Magdalena zusammengestellt haben.
Die beiden Notenbücher werden in der Staatsbibliothek zu Berlin aufbewahrt. Auch für seinen ältesten Sohn hat J. S. Bach ein Notenbuch verfasst: das Clavier-Büchlein für Wilhelm Friedemann Bach.

## Das Notenbuch aus dem Jahr 1722

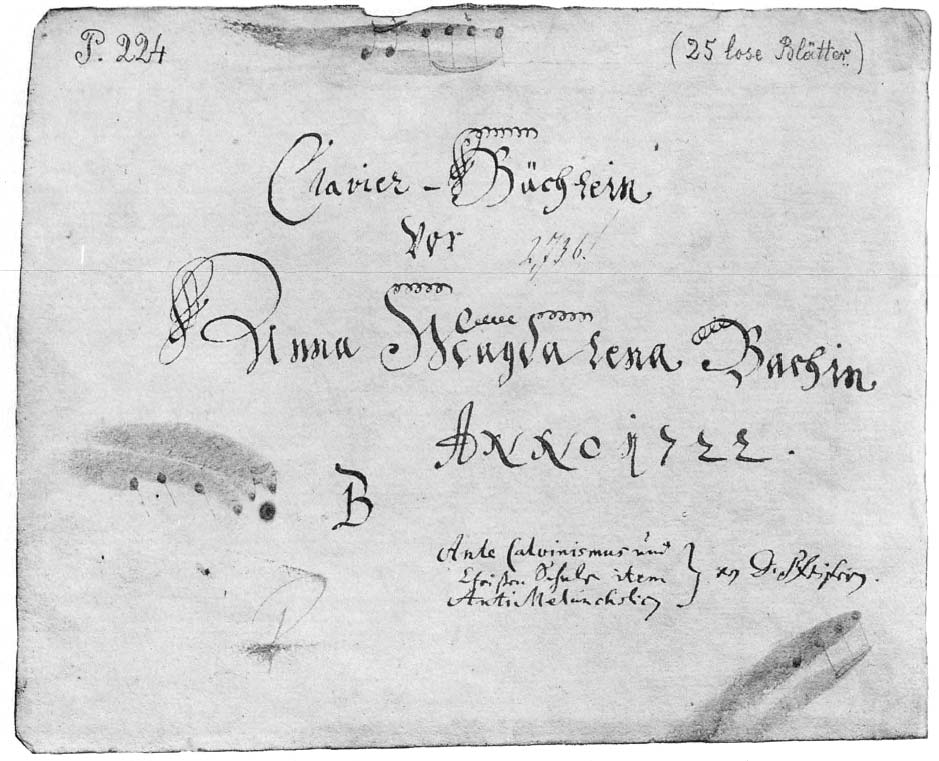
Clavier-Büchlein vor Anna Magdalena Bachin Anno 1722, Deckblatt

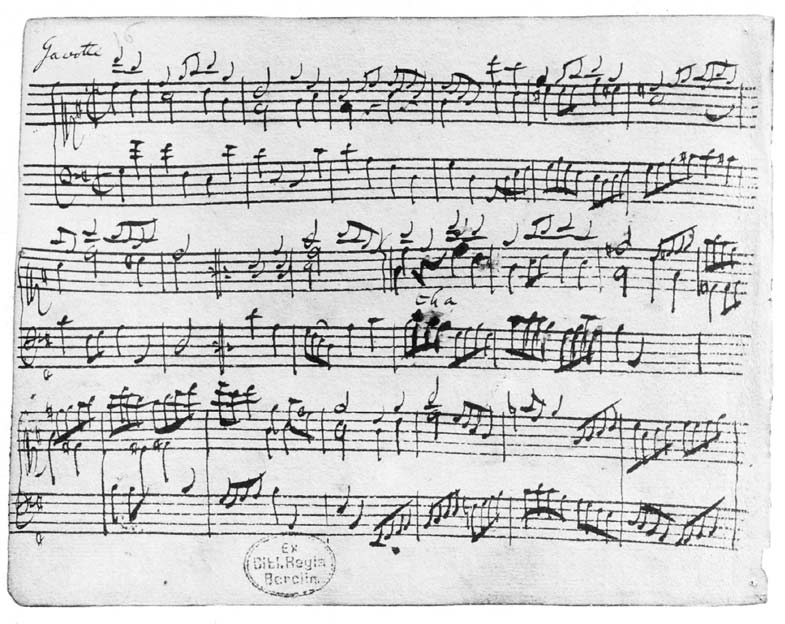
Diese Seite des Notenbüchleins von 1722 enthält in Johann Sebastian Bachs Handschrift die Gavotte der Französischen Suite Nr. 5 (BWV 816)

Das erste Notenbüchlein von 1722 trägt auf dem Deckblatt den Titel Clavier-Büchlein vor Anna Magdalena Bachin. Es ist nur fragmentarisch erhalten. Überliefert sind 25 Blätter mit 48 beschriebenen Notenseiten, die zum Zeitpunkt der ersten wissenschaftlichen Beschreibung des Buchs durch Paul Graf von Waldersee in Band XLIII der „Alten Bachausgabe“ der Bach-Gesellschaft zu Leipzig von 1894 lose im originalen Einband lagen. Eine Abschrift, die aus dem Umkreis Carl Philipp Emanuel Bachs stammt und „etwa in den achtziger Jahren des 18. Jahrhunderts entstanden“ ist, enthält in ungeordneter Folge nur Stücke aus dem jetzt bekannten Bestand, und diesen fast vollständig, allerdings unter Verzicht auf die uns fragmentarisch überlieferten Stücke. Das legt die Vermutung nahe, dass schon zu diesem Zeitpunkt die heute verlorenen Teile des Notenbuchs nicht mehr vorhanden waren und das Vorhandene lose im Einband lag, so dass die Reihenfolge in der Abschrift durcheinanderkommen konnte. Die Dicke des erhaltenen Einbandes weist auf etwa 45 bis 50 verlorene Blätter hin. Das Notenbuch hätte damit ursprünglich etwa den Umfang des zweiten von 1725 gehabt.
Den weitaus größten Teil des Clavier-Büchleins nehmen die frühesten überlieferten Versionen der ersten fünf Französischen Suiten ein, größtenteils in offensichtlicher Konzeptniederschrift. Diese sowie zwei kurze unvollendete Sätze zeigen, dass Bach das Notenbüchlein zum Komponieren und Skizzieren benutzt hat. Fast der gesamte erhaltene Bestand ist von ihm geschrieben.
Die Bach-Forschung hat sich für das erste Notenbuch kaum interessiert. Es gilt im Allgemeinen nur als Quelle für die älteste Fassung der Französischen Suiten. Die „Alte Bachausgabe“, die ohnehin in Band XIII und XLV/1 die Französischen Suiten vorwiegend in Frühfassungen druckte, veröffentlichte es bei der Edition der Notenbücher für Anna Magdalena Bach in Band XLIII/2 daher nicht als Ganzes, sondern beschränkte sich auf die wenigen nicht zu den Suiten gehörigen Stücke. Diese sind verstreut auch in anderen Zusammenhängen veröffentlicht worden; zur unvollendeten Fantasia pro Organo legte Hermann Keller einen Schluss vor. Die einzige Gesamtausgabe des Notenbuchs von 1722 ist bisher die der Neuen Bach-Ausgabe geblieben.

### Werke
Sämtliche Stücke außer [9] und [11] sind Autographen von Johann Sebastian Bach. Die Nummerierung folgt der Neuen Bach-Ausgabe.
- [1]–[5] Französische Suiten I–V (BWV 812–816) in der frühesten erhaltenen Fassung. Durch Blattverlust teilweise fragmentarisch. Die Menuette der II. Suite c-Moll (BWV 813) und der III. h-Moll (BWV 814) sind an späterer Stelle im Notenbuch nachgetragen; vgl. [9] und [10]. Zwischen dem Air und der Gique [sic] der c-Moll-Suite findet sich ein Einfügungsvermerk, der auf [9] verweist.
- [6] Fantasia pro Organo (BWV 573). Unvollendet, die skizzenhafte Niederschrift bricht vor dem Ende der Seite ab.
- [7] Air mit Variationen c-Moll (BWV 991) für Tasteninstrument. Unvollendet. Der Bass des Air ist unvollständig; es folgen eine vollständige und eine unvollständige Variation, bei denen das System für die linke Hand leer ist.
- [8] Choralbearbeitung Jesu, meine Zuversicht (BWV 728). Reinschrift Johann Sebastian Bachs.
- [9], [10] Die Menuette zur II. und III. Französischen Suite (vgl. [1]–[5]). [9] vermutlich von Anna Magdalena Bach geschrieben, [10] Konzepthandschrift Johann Sebastians.
- [11] Menuett (BWV 841). Vermutlich von Anna Magdalena Bach geschrieben. Dieses Menuett findet sich auch im Klavierbüchlein für Wilhelm Friedemann Bach.

## Das Notenbuch aus dem Jahr 1725
Das Format des Buches ist Groß-Querquart; die Blätter sind durch Goldschnitt, die mit grünem Papier überzogenen Deckel mit Golddruck verziert. Die Außenseite des Vorderdeckels trägt die mit Gold eingepressten Initialen Anna Magdalena Bachs, die von Hand in lateinischer Schrift weitergeführt wurden:
Anna Magdal. Bach
1725
Auf der Innenseite steht eine Anmerkung des früheren Besitzers C. F. Zelter:
Anna Magdalena, J. Seb. Bachs zweite Frau, deren Name dieses Buch ziert, soll eine treffliche Sängerin gewesen seÿn.
Carl Philipp Emanuel Bach, aus dessen Besitz das Buch an Zelter überging, hat die Seiten des Notenteils von 1 bis 121 nummeriert. Die drei letzten Blätter des Buchs enthalten Texte und sind nicht nummeriert.

### Werke
Wenn nichts anderes angegeben ist, gilt: Die Komponisten sind unbekannt; Instrumentalstücke sind für Cembalo, Arien für Singstimme und Generalbass; Schreiberin ist meist Anna Magdalena Bach. Die Nummerierung der Stücke folgt der Neuen Bach-Ausgabe. Originale Titel erscheinen kursiv, ergänzte Titel gerade.

[1]: 2. Seite des Prelude der a-Moll-Partita in Johann Sebastian Bachs Handschrift, durch Tintenfraß beschädigt. Schatten der auf die andere Blattseite geschriebenen Noten sind sichtbar; das Papier hat mehrere Löcher.

- [1]–[2] Frühfassungen der Partiten III a-Moll (BWV 827) und VI e-Moll (BWV 830) von Johann Sebastian Bach
- [3] Menuet F-Dur (BWV Anh. 113)
- [4]–[5] Menuet G-dur, Menuet g-Moll (BWV Anh. 114, 115). Die bekanntesten Stücke aus dem Notenbüchlein, die in unzähligen Instrumentalschulen und Heften mit Anfängerliteratur für praktisch jedes Instrument verbreitet sind; üblicherweise unter dem Namen Johann Sebastian Bachs. 1979 wies Hans-Joachim Schulze darauf hin, dass die beiden Stücke als Menuet 1 und Menuet 2 einer Cembalo-Suite von Christian Petzold entstammen.
- [6] Rondeau B-Dur (BWV Anh. 183). Les Bergeries. Rondeau aus dem VI. Ordre der Pièces de clavecin von François Couperin.
- [7]–[10] Menuet G-Dur, Polonoise (Polonaise) F-Dur (in zwei Fassungen hintereinandergeschrieben), Menuet B-Dur, Paloneiße (sic) g-Moll (BWV Anh. 116–119)
- [11] Choral. Von J. S. Bach Wer nur denn [sic] lieben Gott läßt walten (BWV 691). Abschrift nach Bachs Autograph der Choralbearbeitung im Clavierbüchlein vor Wilhelm Friedemann Bach. Von J. S. Bach wurde in anderer Schrift hinzugefügt.
- [12]–[13] Choral und Aria „Gib dich zufrieden und sei stille“ (BWV 510–512). Der Text stammt von Paul Gerhardt. Die im Notenbüchlein textlose Melodie von [12] (= BWV 510) erscheint in anders rhythmisierter Form mit Gerhardts Gedicht in Harmonischer Liederschatz, oder Allgemeines Evangelisches Choralbuch, von Johann Balthasar König 1738, stammt also nicht vom anonymen Schreiber im Notenbüchlein. Georg von Dadelsen deutet den etwas ungeschickten Generalbasssatz von [12] als Tonsatzübung eines noch sehr jungen Familienmitglieds. Offenbar dadurch angeregt hat Johann Sebastian Bach über den Text von Gerhardt eine Aria in g-Moll komponiert ([13a] = BWV 511), die er dann – vielleicht weil sie sich für die Sängerin Anna Magdalena Bach als zu hoch erwies – mit einigen Varianten nach e-Moll hinuntertransponierte ([13b] =BWV 512).
- [14]–[15] Menuet a-Moll, Menuet c-Moll (BWV Anh. 120, 121)
- [16]–[19] Vier Stücke von Carl Philipp Emanuel Bach: March (d. i. Marche) D-Dur, Polonoise g-Moll, March G-Dur, Polonoise g-Moll (BWV Anh. 122–125). [19] ist die Polonoise 1 aus einer Sonata per il Cembalo solo von Carl Philipp Emanuel Bach. Die Quelle für diese Sonate ist im Zweiten Weltkrieg verloren gegangen, sie ist heute nur durch eine Abschrift von Rudolf Steglich bekannt – offenbar unvollständig, eine „Polonoise 2“ ist nicht enthalten.[4] Sämtliche vier Stücke sind in der Jugendhandschrift von Carl Philipp Emanuel Bach geschrieben; da sie auch durch „volti“-Vermerke (Wendevermerke) aufeinander bezogen sind, wird C.P.E. Bach als Komponist aller vier Sätze angenommen.
- [20] Aria „Sooft ich meine Tobackspfeife“ (BWV 515, 515a). Der Text war auf Flugblättern weit verbreitet, er ist mit sämtlichen Strophen dem Notenbüchlein auf einem gesonderten Blatt von einem unbekannten Schreiber beigegeben [= 20c]. [20a] in d-Moll (= BWV 515) stammt von unbekannter Hand. Laut Dadelsen ist es dieselbe wie [32]. Dadelsen vermutet aus Handschriftenvergleichen die kindliche Handschrift von Gottfried Heinrich Bach.[5] [20b] (= BWV 515a) bringt dieselbe Melodie, die Anna Magdalena Bach eine Quart aufwärts nach g-Moll transponiert hat, wahrscheinlich um sie dem Tonumfang ihrer Singstimme anzupassen. Der kunstvoll überarbeitete Bass stammt von der Hand Johann Sebastians.
- [21] Menuet fait par Mons. Böhm G-Dur (ohne BWV), geschrieben von Johann Sebastian Bach. Mehrere Musiker mit dem Nachnamen Böhm kommen in Frage. Der galant-moderne Stil des Stücks und die sehr einfache Faktur scheinen gegen den von Bach hochgeschätzten Georg Böhm als Komponist zu sprechen.
- [22]–[24] Musette D-Dur, Marche Es-dur, Polonaise (?) d-Moll (BWV Anh. 126–128). Die Musette ist neben [4] das wohl bekannteste Stück des Notenbüchleins.
- [25] Aria „Bist du bei mir“ (BWV 508) von Gottfried Heinrich Stölzel[6]
- [26] Aria für Cembalo von Johann Sebastian Bach, die er später für die Goldberg-Variationen BWV 988 verwendete.
- [27] Solo per il Cembalo Es-dur von Carl Philipp Emanuel Bach (BWV Anh. 129). In überarbeiteter Form der Kopfsatz der Sonate Wq. 65/7.
- [28] Polonaise G-Dur (BWV Anh. 130) aus einer Klaviersonate von Johann Adolph Hasse
- [29] Präludium C-Dur von Johann Sebastian Bach aus dem Wohltemperierten Clavier I (BWV 846)
- [30]–[31] Zwei Französische Suiten von Johann Sebastian Bach: I d-Moll (BWV 812), II c-Moll (BWV 813, fragmentarisch)

[32]: Das zeittypisch im Sopranschlüssel notierte Stück ist mehrfach korrigiert und teilweise unleserlich. An einigen Stellen ist in Kurrentschrift der gemeinte Ton neben die Note geschrieben: im ersten Takt neben die erste Note f, zwischen die zweite und das Trillerkreuz e, im dritten Takt über die erste Note c (jeweils rechte Hand).

- [32] Stück F-Dur (BWV Anh. 131). Nach Dadelsen derselbe Schreiber wie bei [20a].[7] Die sehr einfache Komposition ist unbeholfen und mit vielen, zum Teil unklaren Korrekturen geschrieben, was auf ein sehr junges Familienmitglied als Komponisten zu deuten scheint. Außer Gottfried Heinrich Bach käme Johann Christian Bach in Frage.[8]
- [33] Aria („Warum betrübst du dich“ BWV 516) von Johann Sebastian Bach? Textdichter unbekannt.
- [34] und [38] Recit[ativo] („Ich habe genug“) und Aria („Schlummert ein, ihr matten Augen“). Aus Bachs Kantate „Ich habe genug“ (BWV 82), von c-Moll nach e-Moll transponiert und mit vom Bass- in den Sopranschlüssel versetzter Singstimme, wahrscheinlich um die Stücke Anna Magdalenas Stimmumfang anzupassen. [34] bringt das Rezitativ vollständig, von der Arie dagegen nur die Singstimme ohne Instrumentalbegleitung. [38] setzt noch einmal mit der Arie an, aber ohne Vorspiel und Streicherstimmen. Der Generalbass bricht Takt 28 (am Ende der zweiten Seite), die Singstimme zehn Takte vor Schluss (am Ende der vierten Seite) ab. Der Textdichter der Kantate ist unbekannt; der Text geht auf Luc. 2, 25 ff. zurück.
- [35] Aria „Schaffs in mir Gott“ (BWV 514) von Johann Sebastian Bach? Text von Benjamin Schmolck. In den ersten acht Takten sind sämtliche Noten der Sing- und Bassstimme mit Tonbuchstaben versehen. Wahrscheinlich wurden mithilfe dieses Stücks einem jungen Familienmitglied erste Notenkenntnisse vermittelt.
- [36] Menuet d-Moll (BWV Anh. 132)
- [37] Aria di Govannini [sic!] („Willst du dein Herz mir schenken“ BWV 518). Unbekannter, sonst im Notenbüchlein nicht vertretener Schreiber. Carl Friedrich Zelter vermutete auf einem dem Notenbüchlein beigelegten Zettel: „Giovannini könnte Joh. S. Bachs italisierter Schäfername seyn und das Gedicht wie die Composition von ihm selbst gemacht, in die Zeit seiner zweiten Verlobung mit Anna Magdalena fallen, die recht gut soll gesungen haben. Die Abschrift, welche mädchenhaft genug ist, könnte von der Hand des Liebchens sein.“ Zelters Spekulation, die auf der Gleichsetzung von Johann mit italienisch Giovanni beruht, ist vor allem in der Trivialliteratur viel rezipiert worden. Sie wird jedoch von der Bach-Forschung seit dem späten 19. Jahrhundert als indiskutabel abgelehnt: Die Handschrift ist eindeutig nicht die von Anna Magdalena, und ein „Schäfername“ Bachs, überhaupt eine Beziehung Bachs zu Schäferspielen ist sonst nicht bekannt. Philipp Spitta hat stattdessen auf den Komponisten Giovannini (Vorname unbekannt) hingewiesen, der im 3. und 4. Teil von Johann Friedrich Gräfes Odensammlung (1741, 1743) einige Stücke veröffentlicht hatte. Allerdings wird auch diese Zuweisung angezweifelt: die intrikate Melodieführung und der geschmeidige und einfallsreiche Bass der Aria di Giovannini ließen auf einen Komponisten von erheblich größerem Format schließen, als er durch Giovanninis wenige bekannte Kompositionen bezeugt werde.
- [38] vgl. [34]
- [39] Choral und Aria („Dir, dir, Jehova, will ich singen“ BWV 299, 452) von Johann Sebastian Bach, Text von Bartholomäus Crasselius. Die Niederschrift des vierstimmigen Chorals stammt von Johann Sebastian ([39a] = BWV 299). Anna Magdalena notierte dasselbe Stück im Anschluss als Aria (nur Oberstimme und Bass), um im nun großzügiger bemessenen Zwischenraum zwischen den Systemen sämtliche Textstrophen unterbringen zu können. In dieser Form, aber leicht überarbeitet, nahm Bach es später in das „Schemelli-Liederbuch“ auf ([39b] = BWV 452). – Trotz der originalen Bezeichnung Choral ist die Melodie mit ihrem Tonumfang einer None, ihrer komplizierten Hemiolenrhythmik und ihren Verzierungen kein für den Gemeindegesang geeignetes Lied. Vielmehr scheint der Satz, der dem als Aria bezeichneten Schlusssatz der Motette „Komm, Jesu, komm“ (BWV 229) ähnelt, sich an geübtere Sänger zu wenden.
- [40] Aria „Wie wohl ist mir, o Freund der Seelen“ (BWV 517). Text von Wolfgang Christoph Deßler,[9] in mehreren zeitgenössischen Gesangbüchern überliefert. Komponist unbekannt.
- [41] Aria „Gedenke doch, mein Geist zurücke“ (BWV 509). Textdichter und Komponist unbekannt.
- [42] Choral „O Ewigkeit, du Donnerwort“ (BWV 513). Text von Johann Rist, Melodie von Johann Schop und Johann Crüger, Generalbass von Johann Sebastian Bach. Von Anna Magdalena geschriebener zweistimmiger Auszug (Oberstimme und Generalbass) aus dem vierstimmigen Chorsatz BWV 397.